# Catalònia
Catalònia fue una revista de contenido artístico y literario española que vio la luz en Barcelona el 25 de febrero de 1898. Nació en un clima de efervescencia cultural en Cataluña, cosa que contrastaba con la depresión que vivía la capital de España por la pérdida de las últimas colonias de ultramar. En toda Europa triunfaban movimientos artísticos y culturales con puntos en común: ansia de renovación, cansancio de un arte naturalista y realista, predominante hasta entonces. Estos movimientos recibieron el nombre de Art Nouveau, Modern Style, Jungendstil o Modernismo en España e Hispanoamérica. Son años en Barcelona de una gran reivindicación intelectual de la cultura y de la lengua catalana, propiciando el aumento de producción literaria y promoviendo una primera normativización (Pompeu Fabra, Ensayo de Gramática de catalán moderno, 1891).

## Dirección y colaboradores

### Primera etapa
La primera etapa de Catalònia, iniciada el 25 de febrero de 1898, pone en marcha bajo la dirección compartida de Jaume Massó y Torrentes, Ignasi Iglésias y Ernest Vendrell y con el protagonismo de Joan Pérez-Jorba. La revista era la continuación ideológica L'Avenç, defendía los ideales regionalistas más extremos así como tendencias literarias modernas. Por otro lado, Catalònia también promovió, gracias a sus colaboradores Casas Carbó y Pompeu Fabra, un nuevo concepto literario del catalán, por medio de una campaña que denominaron Reforma Lingüística.
Entre sus colaboradores encontramos a Pompeyo Gener, Ramon D. Perés, Joaquín Casas Carbó, Raimon Casellas, Enric de Fuentes y Lloselles, Luciera López Oms, Claudi Planas y Fuente, Santiago Rusiñol, Jaume Terri, Joan Maragall y Jacinto Verdaguer.

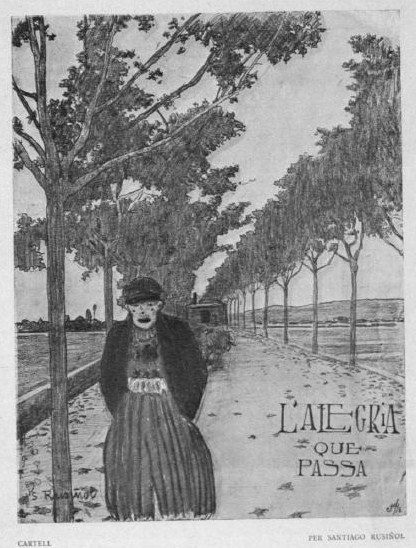
La alegría que pasa, de Santiago Rusiñol

### Segunda etapa
La segunda etapa de Catalònia, iniciada el 25 de diciembre de 1899 bajo la dirección de Jaume Massó Torrents, tenía un cariz anarquista, incluso más que a los últimos tiempos de la revista L'Avenç.
Sus colaboradores más importantes fueron: Gabriel Alomar, Emili Guanyavents y Jané, Ignasi Iglesias, Miquel S. Oliver, Joan Pérez-Jorba, Claudi Planas y Fuente, Joan Puig, Alexandre de Riquer, Joaquim Ruyra o Jeroni Zanné.

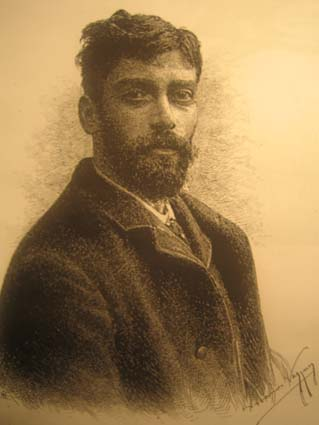
Retrato de Alexandre de Riquer

## Formato gráfico
Catalònia tiene fuertes reminiscencias de L'Avenç también en el aspecto formal. Tenía un número muy similar de artículos críticos, ensayos, así como el tono agresivo en notas y reseñas respecto a esta publicación. En la primera etapa de la revista (25 de febrero de 1898 - 31 de noviembre de 1898) se publicaron dieciocho números, en total 284 páginas de texto profusamente ilustradas, normalmente por dos nuevos dibujantes de entonces: Ramon Pichot y Gironès y Luciera Bonnín. La presentación de la revista era fuerza clásica, el formato de esta etapa era de 280x190 mm y cada número contendía dieciséis páginas a dos columnas, a pesar de que, más adelante algunos números tuvieron hasta veinte páginas. Los números 10-11, 12-13 y 14-15 se publicaron agrupados cada dos, formando uno solo, de forma que estos números contenían veinticuatro páginas de texto. Durante esta primera etapa la revista salía cada quince días (con la excepción de los meses de julio, agosto y septiembre en qué pasó a ser mensual) y se vendía a diez céntimos.
Durante la segunda etapa (25 de diciembre de 1899 - 24 de marzo de 1900) se publicaron doce números de ocho páginas cada uno. En esta etapa el formato era de 390x275 mm y el texto se encontraba organizado en tres columnas por página y sin ilustraciones, dando a la publicación un aspecto más próximo al de un diario. Entonces la revista era semanal, salía cada sábado y se vendía por diez céntimos.

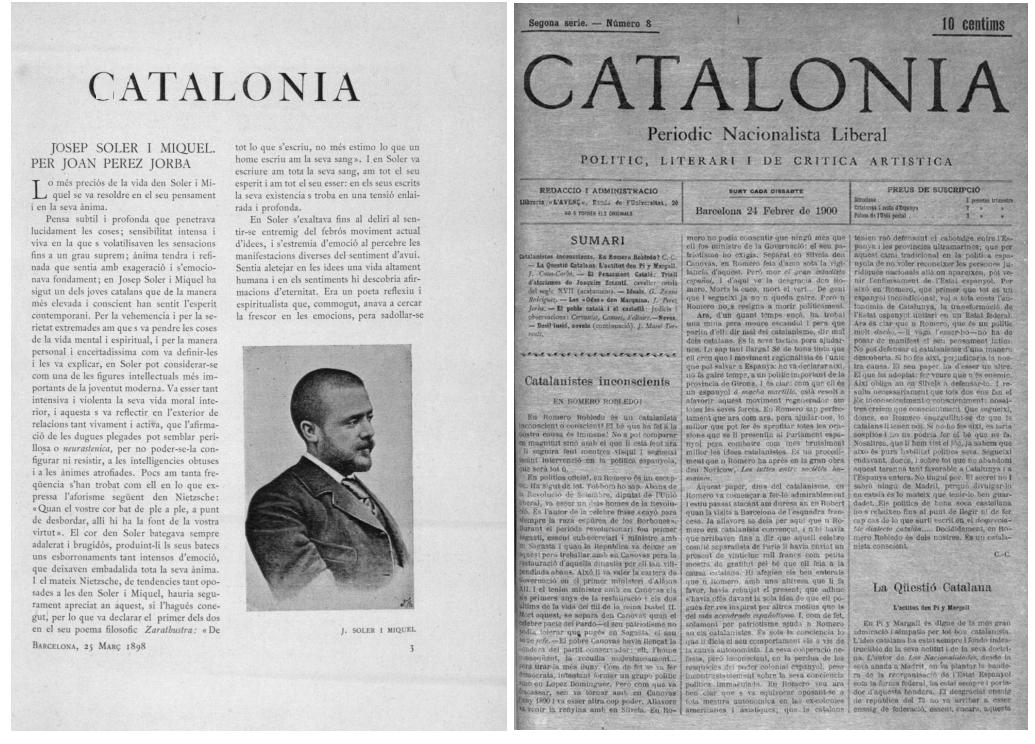
Comparación formal entre las dos etapas de Catalònia

## Origen y evolución estética

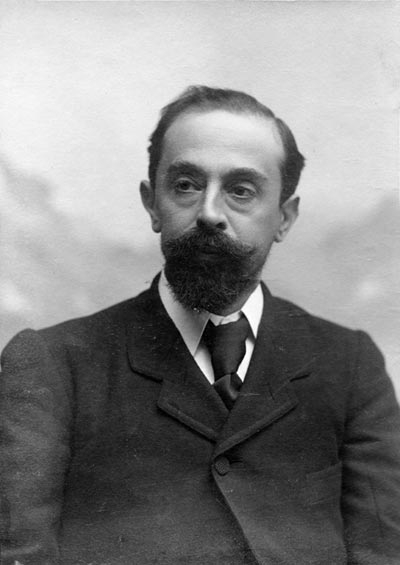
Joan Maragall en 1903

### Nacimiento
Después de la desaparición del Adelanto el 1893 muy probablemente debido a los atentados anarquistas del otoño del mismo año al Liceo, quedó un vacío ideológico en la rama más catalanista de la intelectualidad catalana. Este vacío lo llenó Catalònia, que nació como heredera de la anterior revista de las manos de Joan Maragall y Jaume Massó y Torrentes, director de la primera serie de la publicación, iniciada el 1898.
En palabras de Joan-Luciera Marfany, Catalònia tenía que ser aquello que el Adelanto no pudo llegar a cumplir, un  "órgano al servicio de los modernistas catalanes".
Así pues, en un principio, Catalònia tenía que ser una herramienta para hacer conocer varios artistas y personajes destacados, así como introducir a salto de mata el pensamiento predominante en Europa, todo pasado por el filtro del eclecticismo propio del modernismo;  De Annunzio, Emerson, Nietzsche, Verhaeren, Baudelaire, entre otros autores aparecieron en las páginas de la publicación que nos ocupa. Esto pone de manifiesto la equidad con la que se trataban las dos tendencias principales durante los últimos años del siglo XIX a Europa, el vitalismo y el decadentismo, a pesar de que la redacción de Catalònia defendió el pensamiento vitalista de Nietzsche por encima del esteticismo simbolista propio del decadentismo.

### Corrientes ideológicas de final de siglo
Catalònia es una publicación inserta dentro del marco del modernismo, con todo lo que esto comportaba a nivel estético y filosófico, sin ser ajena a lo que sucedía en Europa, simbolismo, decadentismo o vitalismo.

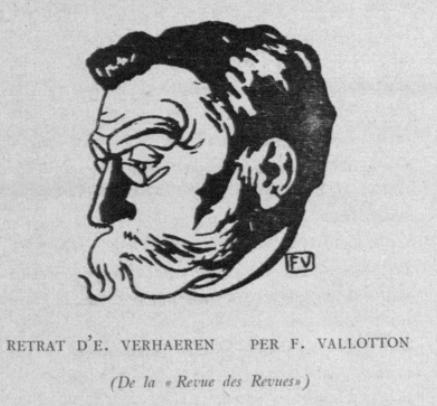
Retrato de Verhaeren, de Félix Vallotton, publicado en el nº 2 de la revista Catalònia.

 En sí mismo, el modernismo catalán comporta una cierta contradicción interna. Por un lado defiende el reconocimiento profesional de las artes; por otro, requiere la interacción directa con el pueblo. Esto encuentra su paralelismo con la simultaneidad con la que se defienden las tesis esteticistas decadentes y las vitalistas de un Henrik Ibsen o Friedrich Nietzsche. M. Siguán dice que en el modernismo se hallan dos actitudes diferentes; "una regeneradora, más militante o social y políticamente preocupada, y una decadentista o simbolista que centra su revuelta en el desarrollo de una nueva estética subversiva". Así pues podemos concluir que esta incoherencia del modernismo se da debido a su carácter ecléctico ante todas las influencias que recibe de la modernidad europea.
Baste recordar que la revista Catalònia fue contrapuesta a otra revista, Bethel, defensora enconada de la corriente simbolista y decadentista, oponiéndose frontalmente al ideario político y filosófico de la primera.

### El final
El cierre de Catalònia va estrechamente ligado a sus ideales políticos radicales. A todo esto hay que añadir una desafección de la ciudadanía de Cataluña respecto al sistema, con el consiguiente auge  del anarquismo, que ya provocó la desaparición de L'Avenç por culpa del atentado que tuvo lugar en el Gran Teatro del Liceo en 1893. Estableciendo un cierto paralelismo, a Catalònia no fue  un atentado el que provocó la disolución de la redacción, sino el movimiento político a consecuencia de la protesta conocida como el "cierre de cajas" que llevó a una serie de huelgas que trastornaron la ciudad de Barcelona en marzo del 1900, provocadas por la excesiva tributación de Cataluña a los gastos del empobrecido Sido español.
Hay que reseñar la importancia política e intelectual que Catalònia tuvo en cuanto que "semanario literario y de crítica artística", el hecho de su cese supuso, por otro lado, un vital refuerzo por otra publicación coetánea que agrupaba las principales fuerzas del modernismo finisecular en un frente común que permitiría grandes adelantos;  la revista Los Cuatro Gatos  junto con Pelo & Despluma, que acontecieron inmediatamente herederas de la tarea "de herramienta al servicio de los modernistas catalanes".

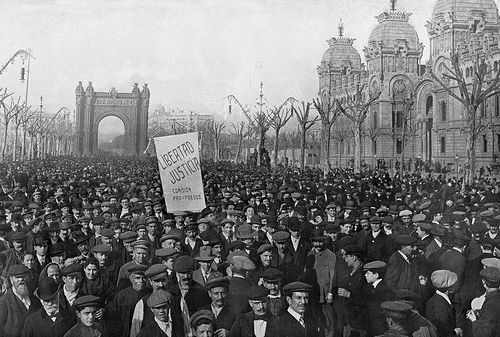
La gente salió a la calle por el cierre de cajas

## Relación de contenidos
Aquí debajo incorporamos dos tablas correspondientes a las dos etapas de Catalònia, en que se puede encontrar desglosado cada número de la revista, de forma que los artículos y textos más relevantes que se  publicaron quedan clasificados según su contenido.
A la primera tabla encontramos el apartado de Ilustraciones y Autores, puesto que en esta primera etapa la revista publicó varias ilustraciones de dibujos, retratos, etc. En cambio, a la segunda etapa ya casi no se publicaron imágenes y es por eso que el apartado desaparece. A la segunda tabla, aparece un nuevo apartado: Artículos políticos, puesto que la orientación política de la revista durante esta etapa toma un peso importante y sus publicaciones se  hacen eco.

### Primera Etapa
| Número | Fecha                   | Personalidades de las que se habla                                                                        | Artículos políticos | Artículos y textos literarios | Poesía | Teatro, Música y Arte                                                   |
| ------ | ----------------------- | --- | --- | --- | --- | ----------------------------------------------------------------------- |
| [ 17 ] | 25 de diciembre de 1899 | | - Programa Político - Tarea - El individualismo catalán (Pere #Corominas) - La Cuestión Catalana (Joaquim Cases Carbón) - Catalanistas inconscientes. En Silvela (C.C)                                                           | - Demasiado charlarías (J. Amoroso) - La flor del alforfón (Claudi #Planas y Fuente) - Las obras nuevas de #Iglesias. La Alondra. (Joan #Pérez #Jorba) - Exterior: #los Estados Unidos Sudafricanos? (W. Lilé)                                                                          | - La Siembra (Ignasi Iglésias)                                                                                       | - Crónica teatral: Novedades (J. P. J.)                                 |
| 1      | 6 de enero de 1900      | | - O todo o nada (C.c.) - La Cuestión Catalana: El concierto económico (J. Casas Carbón) | - El profeta Clavé (Pere #Corominas) - Eclipsas del año 1900 (E. F.) - Exterior: Fechas principales de la guerra anglo-boer. Octubre de 1899. (Seguirá) - Nuevas - La vida catalana: Desilusión (Novela de J. #Massó y Torrentes). Continuará.                                          | - La Cuenta Arnau (Joan #Maragall) - El Super-hombre                                                                 | - Crónica Musical: #Cataluña Nueva (J.)                                 |
| 2      | 13 de enero de 1900     | | - El ideal y la estrategia (C.c.) - La Cuestión Catalana: Adelante la lucha! (J. Casas Carbón) - El organisació (J. Amoroso) | - La leyenda òrfica (G. Zanné #Rodríguez) - Las tierras Catalanas - Exterior: Fechas principales de la guerra anglo-boer. Noviembre de 1899. (Seguirá) - Nuevas - La vida catalana: Desilusión (Novela de J. #Massó y Torrentes). Continuación.                                         | - Mi niña (E. Guanyabéns)                                                                                            | - Crónica teatral: Teatro Romea, Lo Cuente Arnau (J.)                   |
| 3      | 20 de enero de 1900     | | - Las divisiones catalanistas (J. #Aguilera) - La Cuestión Catalana: El miting de #Girona en favor del Concierto Económico (J. Casas Carbón)                                                                                     | - Mr. G. Hantaux hablando de #Barcelona (C.c.) - «Los sepulcros blancos»: Drama de en Jaume Basura (R. D. Perés) - Exterior: la guerra del Transvaal (J. LL. #Pellicer) - Bibliografía (J. M. T) - Nueva - La vida catalana: Desilusión (Novela de J. #Massó y Torrentes). Continuación | - La Siete (de Léon Dierx)                                                                                           |                                                                         |
| 4      | 27 de enero de 1900     | - Frederic Tremols y Borrell (F.)                                                                         | - El catalanismo integrista (C.C) - La Cuestión Catalana: El meeting de #Vilafranca (J. Casas Carbón) | - Consideraciones sobre el libro de un poeta inculte (J. #Pérez #Jorba) - El Ensenyança Popular (Anatole France) - La lluvia a #Cataluña (E. Fontseré) - Nuevas - La vida catalana: Desilusión (Novela de J. #Massó y Torrentes). Continuación.                                         | - La cueva del Goç (Roger de Erill)                                                                                  |                                                                         |
| 5      | 3 de febrero de 1900    | - John Ruskin (R. D. Perés)                                                                               | - Los representantes catalanes en el parlamento español (C.c.) | - Después de la tormenta: Reflexiones (G. Zanné) - En Garet en la enramada (J. Ruyra) - Bibliografía (J. M. T.) - La vida catalana: Desilusión (Novela de J. #Massó y Torrentes). Continuación.                                                                                         | | - La Sésta: Canción para música de Àntoni Nogal (Gabriel Alomar)        |
| 6      | 10 de febrero de 1900   | - Walt Whitman (J. #Pérez #Jorba)                                                                         | - La Cuestión Catalana: en el parlamento español (J. Casas Carbón) | - Triall de los aforismos (C.c.) Acabará. - El catalanismo en el lenguaje. Fragmento de un discurso (Joan #Maragall) - Exterior: Fechas principales de la guerra anglo-boer - Nuevas - La vida catalana: Desilusión (Novela de J. #Massó y Torrentes). Continuación.                    | - Las aptitudes propones y el medio dispone. Manouvrier (Marian Aguilucho)                                           |                                                                         |
| 7      | 17 de febrero de 1900   | | - El ambiente semític (J. Lluhí Rissech) - La Cuestión Catalana: La suspensión de garantías en la provincia de #Barcelona y el Parlamento español (J. Casas Carbón) - El pueblo catalán y el castellano: Juicios y observaciones | - El Pensamiento Catalán: Triall de los aforismos de Joaquim Setantí (C.c.) - La heredera de #Provenza (Miquel S. Oliver) - Nuevas - La vida catalana: Desilusión (Novela de J. #Massó y Torrentes). Continuación.                                                                      | | - Crónica artística: La Exposición de Can Parara (El #modelo en huelga) |
| 8[7]   | 24 de febrero de 1900   | - Catalanistas inconscientes: En #Romero #Robledo? (C.c.) - Las «Odas» de en #Marquina (J. #Pérez #Jorba) | - La Cuestión Catalana: La Actitud de en Pino y #Maragall (J. Casas Carbón) - El pueblo catalán y el castellano: Juicios y observaciones                                                                                         | - El Pensamiento Catalán: Triall de los aforismos de Joaquim Setantí (C.c.). Acabado. - Ideales (G. Zanné #Rodríguez) - Nuevas - La vida catalana: Desilusión (Novela de J. #Massó y Torrentes). Continuación.                                                                          | |                                                                         |
| 9      | 3 de marzo de 1900      | | - Un Libro madrileño sobre catalanismo (C.c.) - La Cuestión Catalana: «El Globo» y el autonomismo balear (J. Casas Carbón) - El pueblo catalán y el castellano: Juicios y observaciones                                          | - El ensenyança oficial a #Cataluña: el programa oficial de la asignatura de francés (E. Arnau) - Nuevas - La vida catalana: Desilusión (Novela de J. #Massó y Torrentes). Continuación.                                                                                                | - Crepuscol (Roger de Erill)                                                                                         | - La novena sinfonía de Beethoven (G. Z. R.)                            |
| 10     | 10 de marzo de 1900     | | - El #España Europea: Sido Confederado (C.c.) - La Cuestión Catalana: La prempsa de fuera del Principado (J. C.c.) - El pueblo catalán y el castellano: Juicios y observaciones (Continuación).                                  | - Fragmentos de la leyenda de Venus (G. Zanné #Rodríguez) - Bibliografía (J. M. T.) - La vida catalana: Desilusión (Novela de J. #Massó y Torrentes). Continuación. | - La primera nieve (Jaume Terrí)                                                                                     |                                                                         |
| 11     | 17 de marzo de 1900     | | - La erección de #Madrid en capital del Imperio español (C.) - El pueblo catalán y el castellano: Juicios y observaciones (Continuación).                                                                                        | - Las primeras revueltas de los Boers contra los Inglesos (Clemence Royer) - Exterior: Fechas principales de la guerra anglo-boer - Nueva - Triall de hechos - La vida catalana: Desilusión (Novela de J. #Massó y Torrentes). Continuación.                                            | - «Poemas de Mar» del Apeles Maestros (Roger de Erill) - Del single al plan: del lobo al hombre (J. Monte Ferretero) | - Conciertos (G. Z. R.)                                                 |
| 12     | 24 de marzo de 1900     | | - El pueblo catalán y el castellano: Juicios y observaciones (Continuación). | - El rosellonés a #Madrid: Constataciones e Impresiones (Alfons Talut) - Cotilleo histórico (Jordi #Ballester) - Las primeras revueltas de los Boers contra los Inglesos. Acabado. - El Rey de los Albers (Alexandre de #Riquer) - Bibliografía (J. R. C.) - Nueva                      | | - Conciertos (G. Z. R.)                                                 |